# Campeonato Turcomeno de Futebol
O Campeonato Turcomeno de Futebol, em nome original Ýokary Liga, é a principal competição de futebol do Turcomenistão. O torneio garante uma vaga na Copa da AFC, competição que reúne equipes de vários países da Ásia.

## Classificação 2017[2]
| Clube                        | Pontuação |
| ---------------------------- | --------- |
| FK Altyn Asyr                | 79        |
| FK Ahal                      | 72        |
| Şagadam FK                   | 60        |
| FC Balkan (Balkanabat)       | 47        |
| FK Ashgabat                  | 45        |
| Energetik (Mary)             | 38        |
| FK Köpetdag (Ashgabat)       | 33        |
| Merw Futbol Kluby            | 33        |
| Turan Football Club Dashoguz | 5         |

## Classificação 2016[3]
| Clube                        | Pontuação |
| ---------------------------- | --------- |
| Altyn Asyr                   | 95        |
| FC Balkan                    | 72        |
| Energetik                    | 67        |
| FK Ahal                      | 62        |
| Merw Futbol Kluby            | 57        |
| FC Asgabat                   | 50        |
| Kopetdag Asgabat             | 39        |
| Şagadam FK                   | 30        |
| Yedigen                      | 24        |
| Turan Football Club Dashoguz | 10        |

## Participantes 2020
- FK Ahal
- FK Ashgabat
- Şagadam FK
- Altyn Asyr
- FK Köpetdag
- FK Energetik
- Balkan
- Merw

## Títulos por equipe
| # | Equipe                | Títulos | Anos dos Títulos                       |
| - | --------------------- | ------- | -------------------------------------- |
| 1 | Kopetdag Ashgabat     | 6       | 1992, 1993, 1994, 1995, 1997-98 e 2000 |
| 2 | Altyn Asyr Ashgabat   | 5       | 2014, 2015, 2016, 2017 e 2018          |
| 3 | Balkan Balkanabat     | 4       | 2004, 2010, 2011 e 2012                |
| 3 | HTTU Ashgabat         | 4       | 2005, 2006, 2009 e 2013                |
| 3 | Nisa Ashgabat         | 4       | 1996, 1998-99, 2001 e 2003             |
| 4 | FK Ashgabat           | 2       | 2007 e 2008                            |
| 5 | Shagadam Turkmenbashi | 1       | 2002                                   |